# Grondwet voor het Koninkrijk der Nederlanden
Das Grondwet voor het Koninkrijk der Nederlanden (deutsch: Grundgesetz für das Königreich der Niederlande) ist ein Teil der Verfassungen des Königreichs der Niederlande und des Landes Niederlande. Es ist, sofern es Angelegenheiten des Königreichs betrifft, auch für die verfassungsrechtliche und einfach-gesetzliche Rechtssetzung der übrigen Länder des Königreichs bindend.

## Niederlande
Im Land Niederlande bildet das grondwet zusammen mit dem Statuut voor het Koninkrijk der Nederlanden die Verfassung.

## Aruba, Curaçao, Sint Maarten
In den Ländern Aruba, Curaçao und Sint Maarten bildet das Statuut zusammen mit der jeweiligen staatsregeling die Verfassung. Das grondwet gilt jedoch auch dort, wenn Angelegenheiten des Königreichs betroffen sind.